# Webster (Nowy Jork)
Webster – miasto w Stanach Zjednoczonych, w stanie Nowy Jork, w hrabstwie Monroe.